# Tethart Philipp Christian Haag

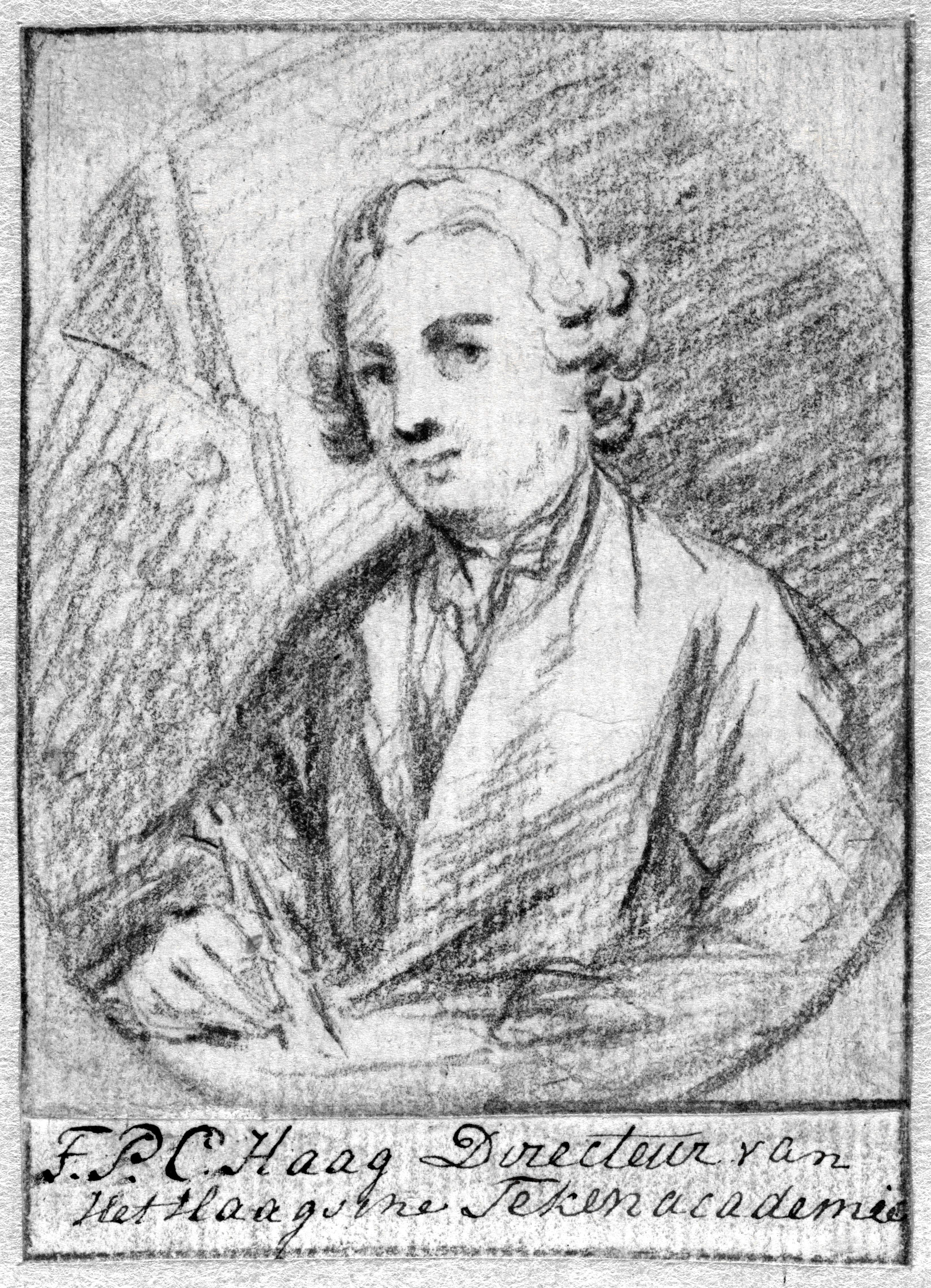
Autoritratto di Tethart Philipp Christian Haag.

Tethart Philipp Christian Haag (Kassel, 22 maggio 1737 – L'Aia, 23 agosto 1812) è stato un pittore olandese, artista di corte di Guglielmo V di Orange-Nassau e direttore di istituzioni culturali a L'Aia.

## Biografia
Era figlio di Johann David Christian Haag originario di Hesse-Kassel, che portò il figlio nel 1747 nei Paesi Bassi quando divenne pittore di corte presso la dimora di Stadhouderlijk Hof a Leeuwarden. Quando Guglielmo IV d'Assia-Kassel divenne Stadtholder, nel 1747, e si trasferì all'Aia, Johann portò con sé suo figlio. Tethart apprese a dipingere da suo padre e nel 1756 entrò in una società di pittori a L'Aia chiamata Confrerie Pictura, dove venne registrato, nel 1760, come pittore di ritratti e di cavalli.
Nel 1760, dopo la morte del padre, Tethart divenne pittore di corte dello Stadtholder principe Guglielmo V. In tale veste realizzò un inventario dei dipinti di corte tra il 1763 e il 1764. Di Haag, oltre ai ritratti del principe, esistono diverse altre opere con soggetti di stabili e scuole ippiche, ritratti di cavalli con e senza fantino e ritratti di persone importanti, spesso dipinte nell'atto di montare a cavallo. Una delle sue opere più rappresentative è il dipinto di Guglielmina di Prussia a cavallo, esposto al Rijksmuseum di Amsterdam. Contrariamente alla tradizione, non la dipinse seduta con entrambe le gambe da un lato, ma in posizione maschile (a cavallo), che era usanza per i re e gli imperatori. Tethart Haag diede lezioni di pittura alla principessa. Realizzò anche copie di dipinti di famosi pittori, compreso Il giovane toro di Paulus Potter. Fu anche incisore e intagliatore.
Come pittore di corte del principe Guglielmo V, Haag gestì la collezione di dipinti del governatore e fu il suo principale consigliere nella fondazione, nel 1774, della Galleria del principe alla Buitenhof a L'Aia. Fu così il primo direttore e curatore di questo primo museo pubblico dei Paesi Bassi, che in seguito sarebbe stato conosciuto come Galleria del principe Guglielmo. Il suo stipendio era pari a 200 fiorini nel 1783. 
Oltre all'impiego come artista di corte, Haag ricoprì numerosi incarichi in istituzioni artistiche a L'Aia. Fu capo (fino al 1762) della Confrerie Pictura e nel 1788 venne nominato diacono. Fu anche direttore dell'Accademia di disegno de L'Aia.

## Galleria d'immagini

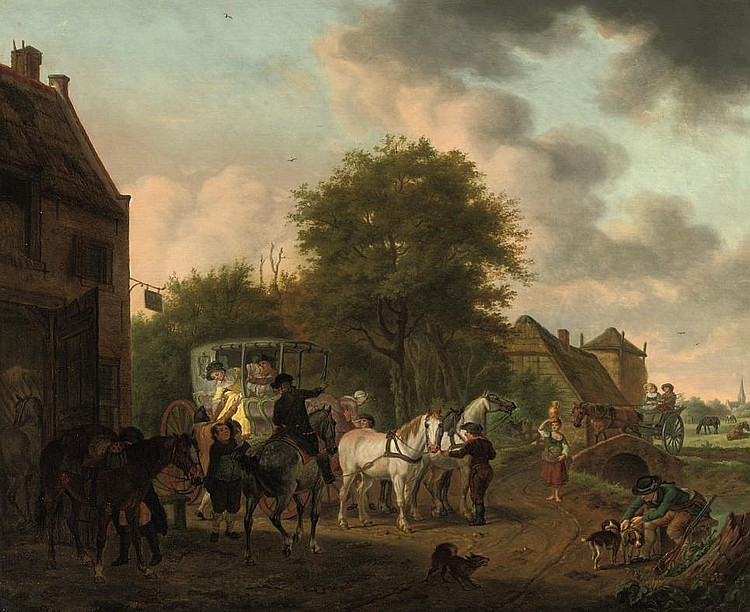
Elegante pranzo durante la sosta di una carrozza in un villaggio.
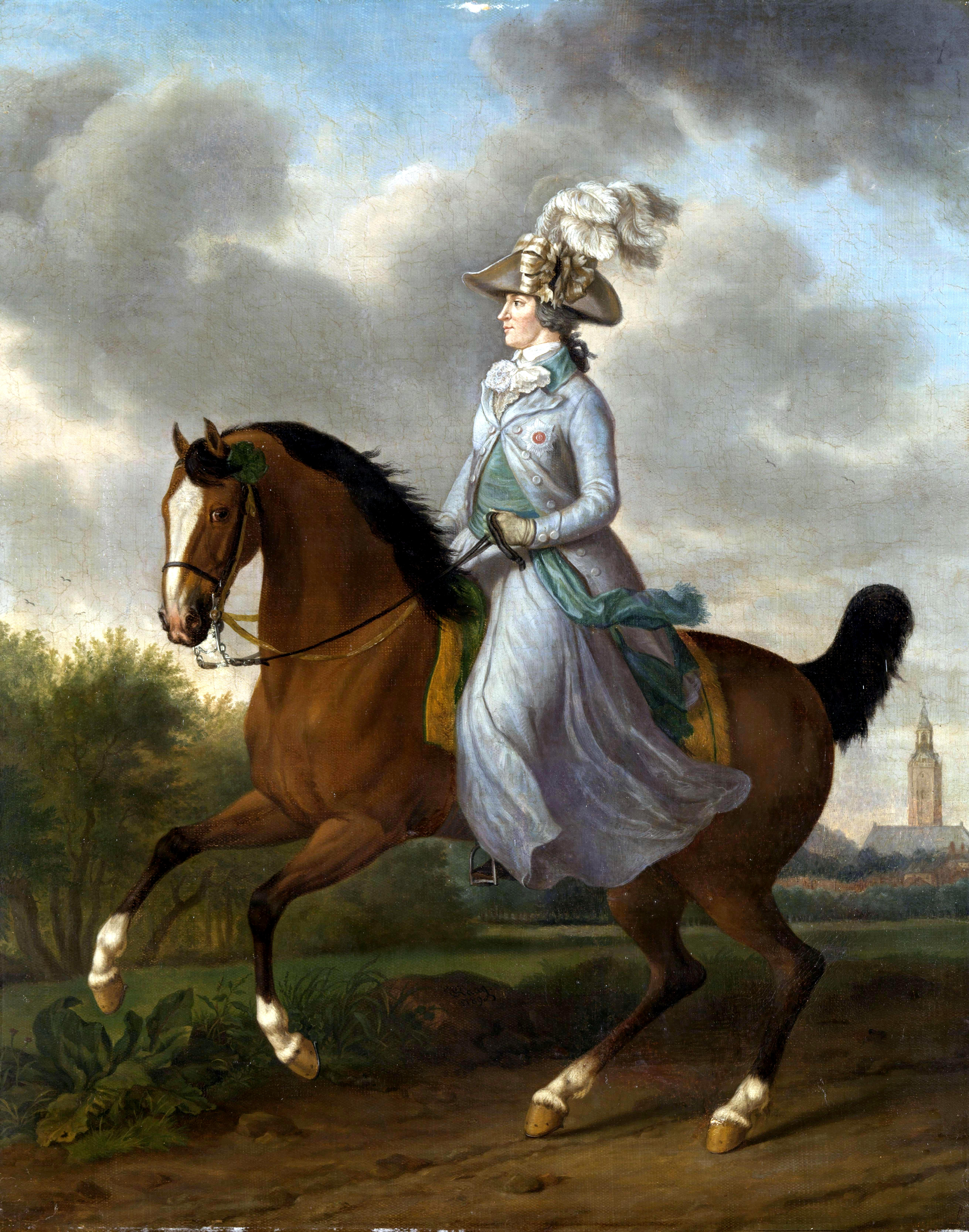
Ritratto di Guglielmina di Prussia.
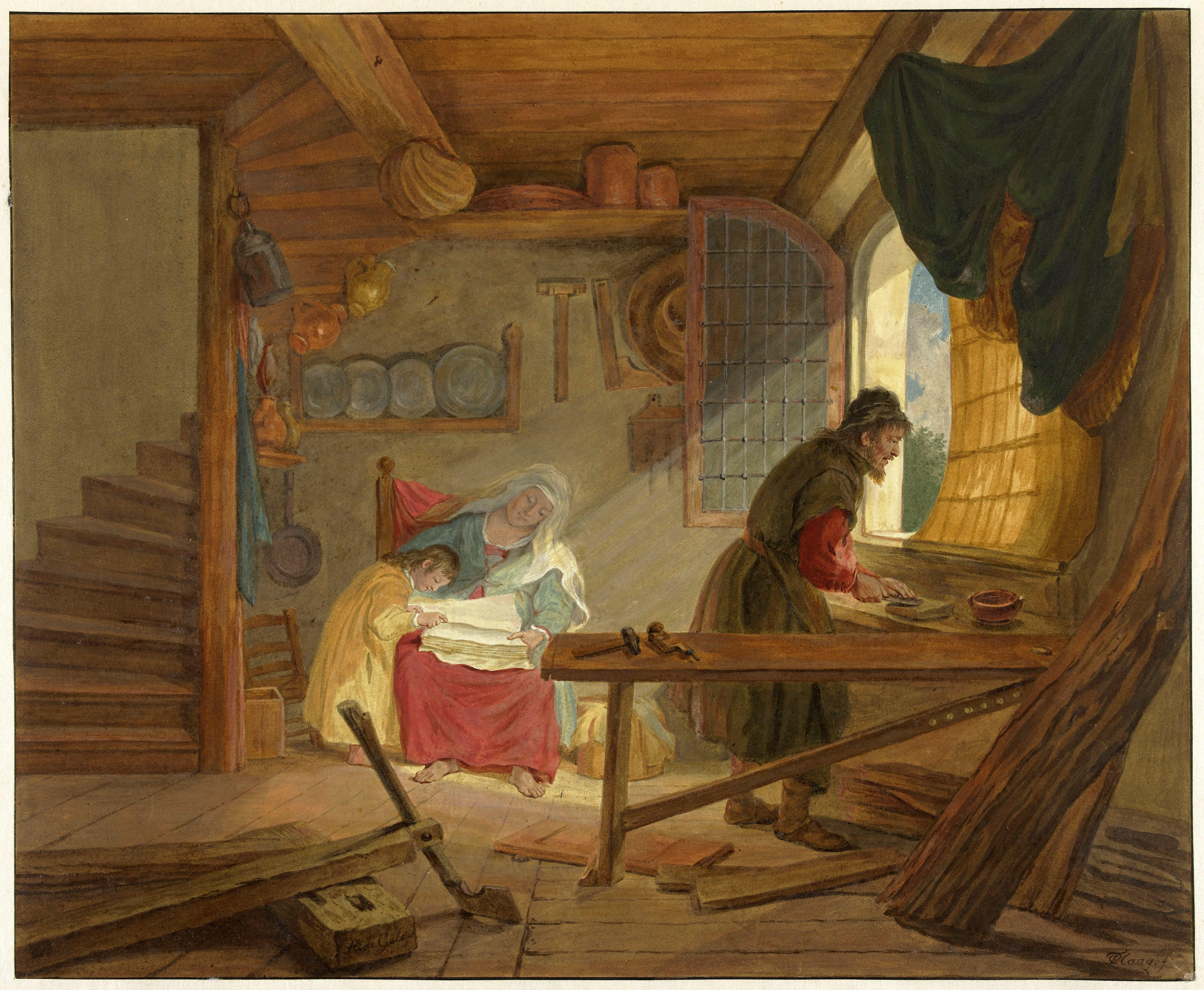
La Sacra Famiglia nella bottega di Giuseppe, tra il 1747 e il 1812.
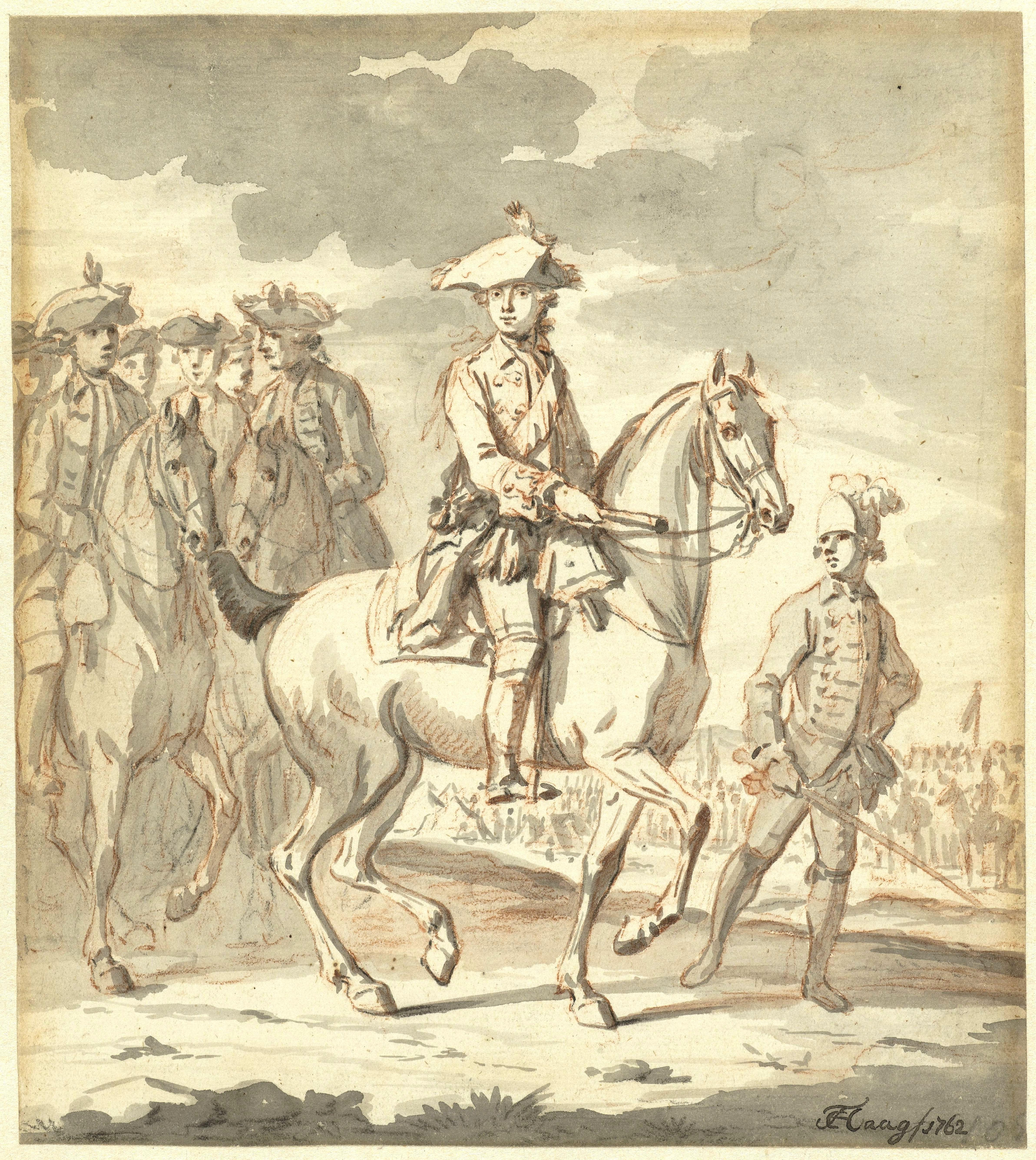
Il giovane principe Guglielmo a cavallo.
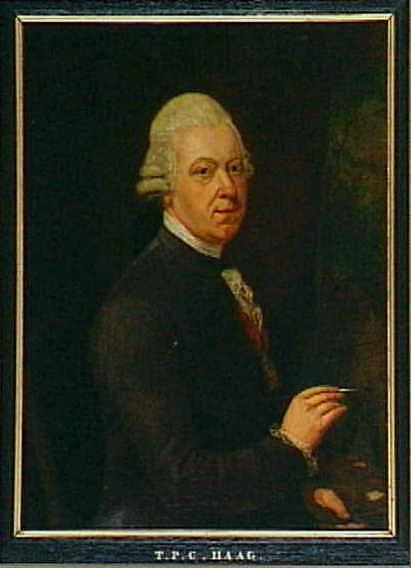
Autoritratto del 1777.
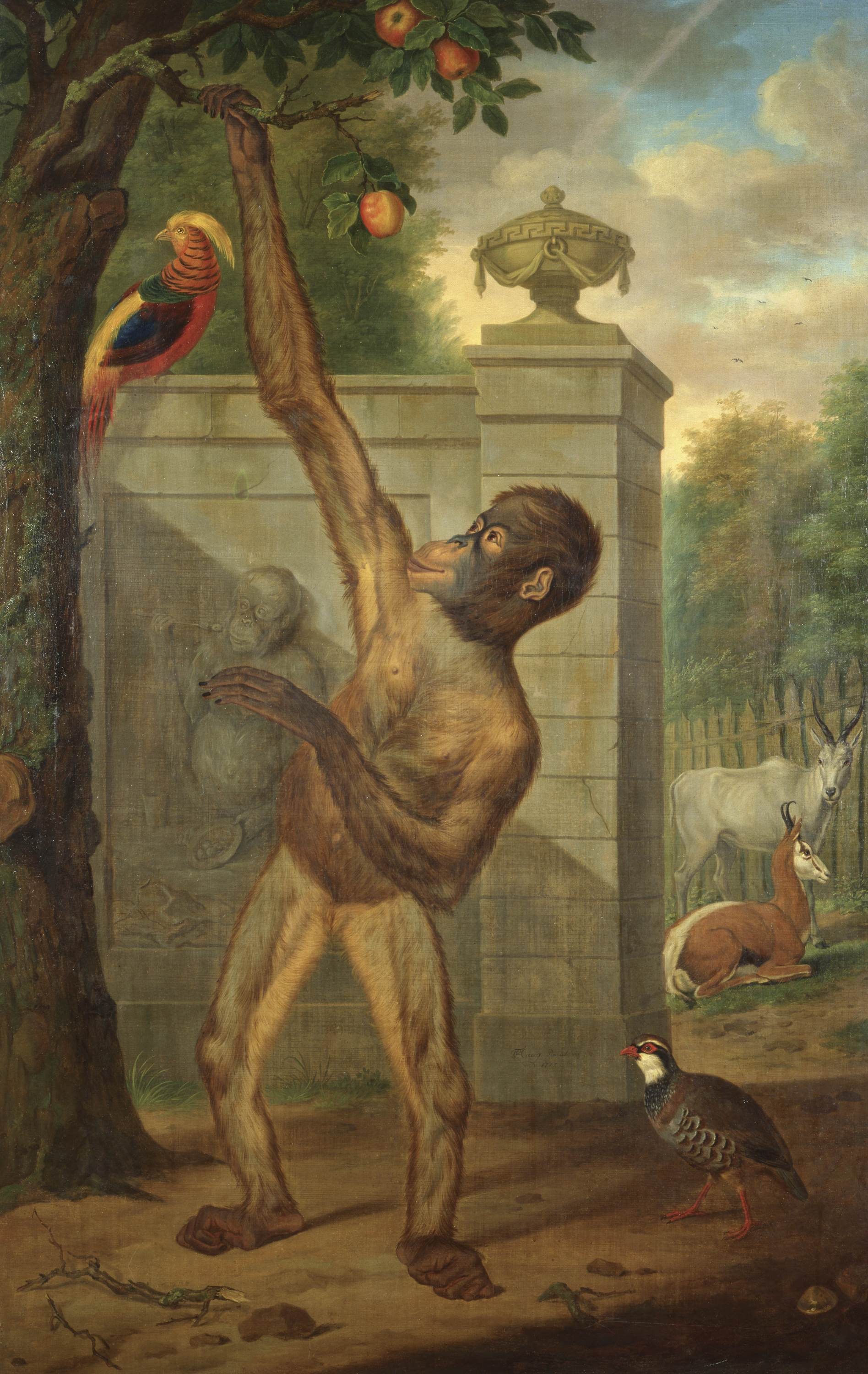
Orangutango nello zoo di Guglielmo V, raccoglie una mela.
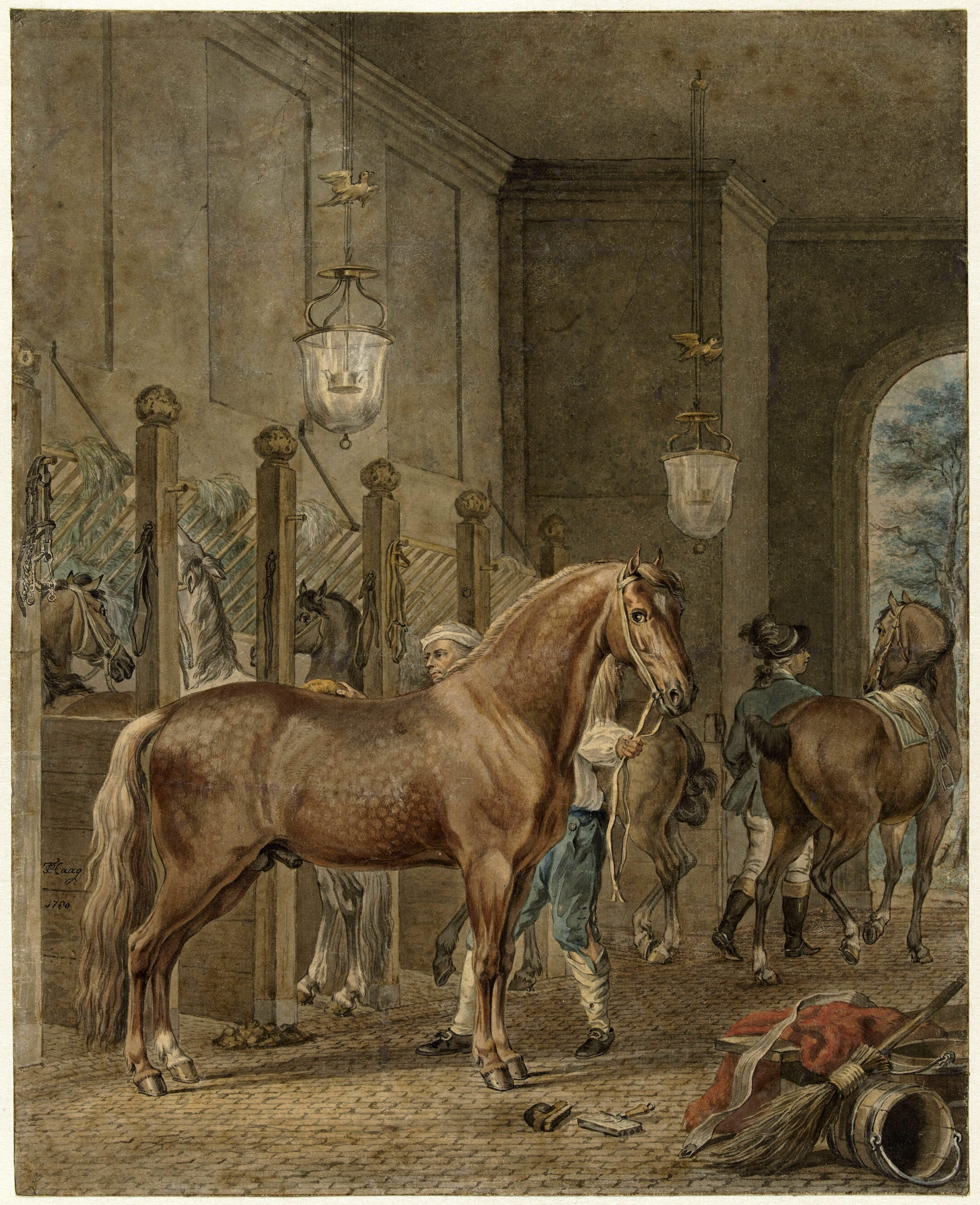
Edificio con cavalli.
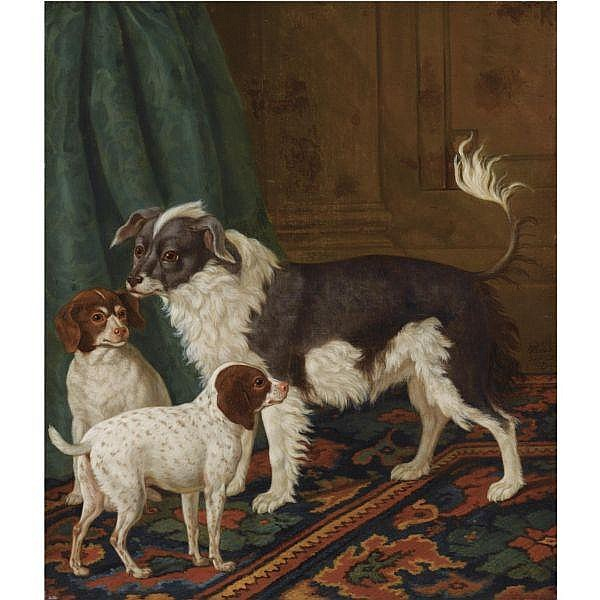
Cane con due cuccioli in un interno, 1792